# Grover Dale
Grover Dale, all'anagrafe Grover Robert Aitken (Harrisburg, 22 luglio 1935), è un attore, ballerino, coreografo e regista teatrale statunitense, noto soprattutto per il suo lavoro a Broadway.

## Biografia
Figlio di Emma Bertha Ammon e Ronal Rittenhouse Aitken, si formò nella danza a McKeesport prima di fare il suo debutto professionale alla Pittsburgh Civic Light Opera nel 1953. Tre anni dopo debuttò a Broadway nel musical Li'l Abner, mentre l'anno successivo si unì al cast della prima mondiale di West Side Story sempre a Broadway. Da allora è tornato a recitare e danzare spesso a Broadway fino alla fine negli anni 60, recitando, tra gli altri, nel musical di Noel Coward Sail Away (1961; Londra, 1962), Oklahoma! (1963) e Half a Sixpence (1967), in cui ricopriva un ruolo minore ed era anche il sostituto di Tommy Steele nei panni del protagonista. 
Già dalla fine degli anni sessanta, Dale cominciò a lavorare come coreografo, ottenendo un primo grande successo con Billy, a Broadway nel 1969, per cui vinse il Drama Desk Award e fu candidato al Tony Award per le migliori coreografie. Tornò a coreografare a Broadway apprezzati allestimenti di Jesus Christ Superstar (1971), Seesaw (1973), Molly (1973) e The Magic Show (1974), da lui diretta e coreografata, che gli valse due candidatura ai Tony Award: miglior regia di un musical e migliori coreografie. Nel 1989 lavorò per l'ultima volta a Broadway, dirigendo la prima di Jerome Robbins' Broadway, per cui ottenne la sua quarta candidatura ai Tony Award.
Apertamente bisessuale, Dale ebbe una relazione con Anthony Perkins dal 1967 al 1973, quando sposò Anita Morris. Dale e la Morris rimasero insieme fino al 1994, quando la donna morì di cancro, e la coppia ha avuto un figlio, James Badge Dale.

## Filmografia parziale
- Voglio essere amata in un letto d'ottone (The Unsinkable Molly Brown), regia di Charles Walters (1964)
- Josephine (Les Demoiselles de Rochefort), regia di Jacques Demy (1967)
- Il padrone di casa (The Landlord), regia di Hal Ashby (1970)